# Atopsyche
Atopsyche is een geslacht van schietmotten van de familie Hydrobiosidae.

## Soorten
- A. acahuana F Schmid, 1989
- A. alleni RW Holzenthal & C Cressa, 2002
- A. antisuya F Schmid, 1989
- A. aplita HH Ross & EW King, 1952
- A. apurimac F Schmid, 1989
- A. asancaru F Schmid, 1989
- A. atahuallpa F Schmid, 1989
- A. ayacucho F Schmid, 1989
- A. ayahuaca F Schmid, 1989
- A. banksi HH Ross, 1953
- A. batesi Banks, 1938
- A. bicolorata F Schmid, 1958
- A. bispinosa F Schmid, 1989
- A. bolivari Banks, 1924
- A. boneti HH Ross & EW King, 1952
- A. brachycerca OS Flint, 1968
- A. cajas PP Harper & P Turcotte, 1985
- A. calahuaya F Schmid, 1989
- A. calopta HH Ross & EW King, 1952
- A. callosa (L Navas, 1924)
- A. caquetia OS Flint, 1974
- A. catherinae PP Harper & P Turcotte, 1985
- A. cira (Mosely, 1949)
- A. clarkei OS Flint, 1963
- A. conventica OS Flint, 1974
- A. copayapu F Schmid, 1989
- A. cordoba DG Denning, 1968
- A. cubana OS Flint, 1968
- A. chimpuocllo F Schmid, 1989
- A. chimuru F Schmid, 1989
- A. chinchacamac F Schmid, 1989
- A. chirihuana F Schmid, 1989
- A. chirimachaya PP Harper & P Turcotte, 1985
- A. choronica OS Flint, 1974
- A. dampfi HH Ross & EW King, 1952
- A. davidsoni JL Sykora, 1991
- A. davisorum OS Flint, 1974
- A. erigia HH Ross, 1947
- A. espala HH Ross & EW King, 1952
- A. explanata HH Ross, 1953
- A. flinti JL Sykora, 1991
- A. hamata HH Ross & EW King, 1952
- A. hatunpuna F Schmid, 1989
- A. hidalgoi OS Flint, 1967
- A. hinnulus OS Flint & JL Sykora, 2004
- A. hintoni DG Denning, 1964
- A. hispida DG Denning, 1965
- A. huacachaca F Schmid, 1989
- A. huacapuncu F Schmid, 1989
- A. huachacuyac F Schmid, 1989
- A. huainacapac F Schmid, 1989
- A. huallaripa F Schmid, 1989
- A. huamachucu F Schmid, 1989
- A. huanapu F Schmid, 1989
- A. huanucu F Schmid, 1989
- A. huarcu F Schmid, 1989
- A. huenga OS Flint, 1974
- A. iana Mosely, 1949
- A. ikonnikovi AV Martynov, 1912
- A. implexa (L Navas, 1924)
- A. incatupac F Schmid, 1989
- A. irregulare Banks, 1913
- A. jaba RJ Blahnik & RM Gottschalk, 1997
- A. janethae PP Harper & P Turcotte, 1985
- A. japoda HH Ross & EW King, 1952
- A. kamesa HH Ross & EW King, 1952
- A. kingi HH Ross, 1953
- A. lilicae L Botosaneanu, 1991
- A. lobosa HH Ross & EW King, 1952

- A. longipennis (Ulmer, 1905)
- A. macrocerca OS Flint, 1968
- A. maitacapac F Schmid, 1989
- A. majada HH Ross, 1947
- A. major F Schmid, 1989
- A. mancocapac F Schmid, 1989
- A. maxi PAR Martin, 2006
- A. mayucapac F Schmid, 1989
- A. mexicana (Banks, 1901)
- A. milenae JL Sykora, 1991
- A. minimajada RJ Blahnik & RM Gottschalk, 1997
- A. misionensis OS Flint, 1983
- A. neolobosa OS Flint, 1963
- A. neotropicalis F Schmid, 1989
- A. onorei JL Sykora, 2000
- A. orientalis OS Flint & JL Sykora, 2004
- A. pachacamac F Schmid, 1989
- A. pachacutec F Schmid, 1989
- A. pacharurac F Schmid, 1989
- A. parihuana F Schmid, 1989
- A. paucartampu F Schmid, 1989
- A. peravia OS Flint & JL Sykora, 2004
- A. perlucida W Wichard, 2007
- A. pilcomayo F Schmid, 1989
- A. plancki G Marlier, 1964
- A. puharcocha F Schmid, 1989
- A. rawlinsi JL Sykora, 1991
- A. rinconi RW Holzenthal & C Cressa, 2002
- A. sanctipauli OS Flint, 1974
- A. segninii RW Holzenthal & C Cressa, 2002
- A. serica HH Ross, 1953
- A. sinchicurac F Schmid, 1989
- A. siolii OS Flint, 1971
- A. socialis OS Flint, 1967
- A. sperryi DG Denning, 1949
- A. spinosa (L Navas, 1930)
- A. taina OS Flint, 1974
- A. talamanca OS Flint, 1974
- A. tampurimac F Schmid, 1989
- A. tapanti RJ Blahnik & RM Gottschalk, 1997
- A. thomasi OS Flint & JL Sykora, 2004
- A. tincuracu F Schmid, 1989
- A. tlaloc F Schmid, 1989
- A. trifida DG Denning, 1948
- A. tripunctata Banks, 1905
- A. ulmeri HH Ross, 1953
- A. unicolorata F Schmid, 1989
- A. uruguayensis EB Angrisano, 1997
- A. urumarca F Schmid, 1989
- A. usingeri DG Denning & JL Sykora, 1968
- A. vatucra HH Ross, 1953
- A. vinai JL Sykora & L Botosaneanu, 1973
- A. viracocha F Schmid, 1989
- A. weibezahni OS Flint, 1974
- A. youngi JL Sykora, 1991
- A. yunguensis PA Rueda Martin, 2006
- A. yupanqui F Schmid, 1989
- A. zernyi OS Flint, 1974